# Adenia heterophylla
Adenia heterophylla är en passionsblomsväxtart. Adenia heterophylla ingår i släktet Adenia och familjen passionsblomsväxter.

## Underarter
Arten delas in i följande underarter:
- A. h. andamanica
- A. h. arcta
- A. h. australis
- A. h. heterophylla
- A. h. celebica